# Zainul Abedin
Zainul Abedin (né le 29 décembre 1914 et mort le 28 mai 1976) est un peintre bengali qui s'est fait connaître en 1944 grâce à sa série de peintures représentant quelques-unes des grandes famines de l'Inde pendant sa période coloniale britannique. Après la partition du sous-continent indien, il s'installe au Pakistan. En 1948, il participe à la création de l'Institut des Arts et Métiers (aujourd'hui Faculté des Beaux-Arts) à l'université de Dacca. L'Indian Express l'a décrit comme « un peintre légendaire du Bangladesh ». Comme beaucoup de ses contemporains, ses peintures sur la famine du Bengale de 1943 sont considérées comme ses œuvres les plus caractéristiques. Son pays natal l'a honoré en lui donnant le titre de Shilpacharjo, grand professeur des arts, pour ses qualités artistiques et visionnaires,. Il a été le pionnier du mouvement de l'art moderne qui a eu lieu au Bangladesh et a été considéré à juste titre par Syed Manzoorul Islam comme le père fondateur des arts modernes bangladais, peu après que le Bangladesh ait acquis le statut de république indépendante.

## Jeunesse et éducation
Abedin est né à Kishoregonj, au Bengale oriental, le 29 décembre 1914. Il a passé une grande partie de son enfance près des rives pittoresques du Brahmapoutre qui apparaîtra plus tard dans plusieurs de ses peintures et sera une source d'inspiration tout au long de sa carrière. Bon nombre de ses œuvres encadraient le fleuve et une série d'aquarelles qu'Abedin a réalisées en hommage à la rivière, lui a valu la Médaille d'or du Gouverneur lors d'une exposition entièrement consacrée à l'Inde en 1938. C'était la première fois qu'il était sous les feux de la rampe et ce prix a donné à Abedin la confiance nécessaire pour créer son propre style visuel.
En 1933, Abedin a été admis à l'École d'art du gouvernement de Calcutta (aujourd'hui École d'art et d'artisanat du gouvernement). C'est là qu'il a appris pendant cinq ans le style académique britannique et européen, et plus tard il a rejoint la faculté de la même école après l'obtention de son diplôme. Il a été le premier étudiant musulman à obtenir une distinction de première classe de l'école. Il était insatisfait du style oriental et des limites du style académique européen, ce qui l'a conduit vers le réalisme. En 1948, avec l'aide de quelques collègues, il fonde un institut d'art à Dacca. À l'époque, il n'y en avait pas dans la ville et peu de temps après, il a été considéré comme le meilleur du Pakistan à ses débuts. Il a travaillé dans le gouvernement pakistanais pendant un certain temps. Il a enseigné à l'institut et parmi ses étudiants se trouvait l'artiste pakistanais Mansur Rahi. Il a également enseigné à l'artiste bangladais Mohammad Kibria (en) ainsi qu'à Rafiqun Nabi.
Après deux années de formation à la Slade School of Art de Londres, il commence un nouveau style, le « style bengali », dont les principales caractéristiques sont : les formes folkloriques avec leurs formes géométriques, parfois des représentations semi-abstraites, et l'utilisation des couleurs primaires. Mais il n'avait pas le sens de la perspective. Plus tard, il s'est rendu compte des limites de l'art populaire, alors il est revenu à la nature, à la vie rurale et aux luttes quotidiennes de l'homme pour faire de l'art qui serait réaliste mais moderne en apparence,.

## Peintures

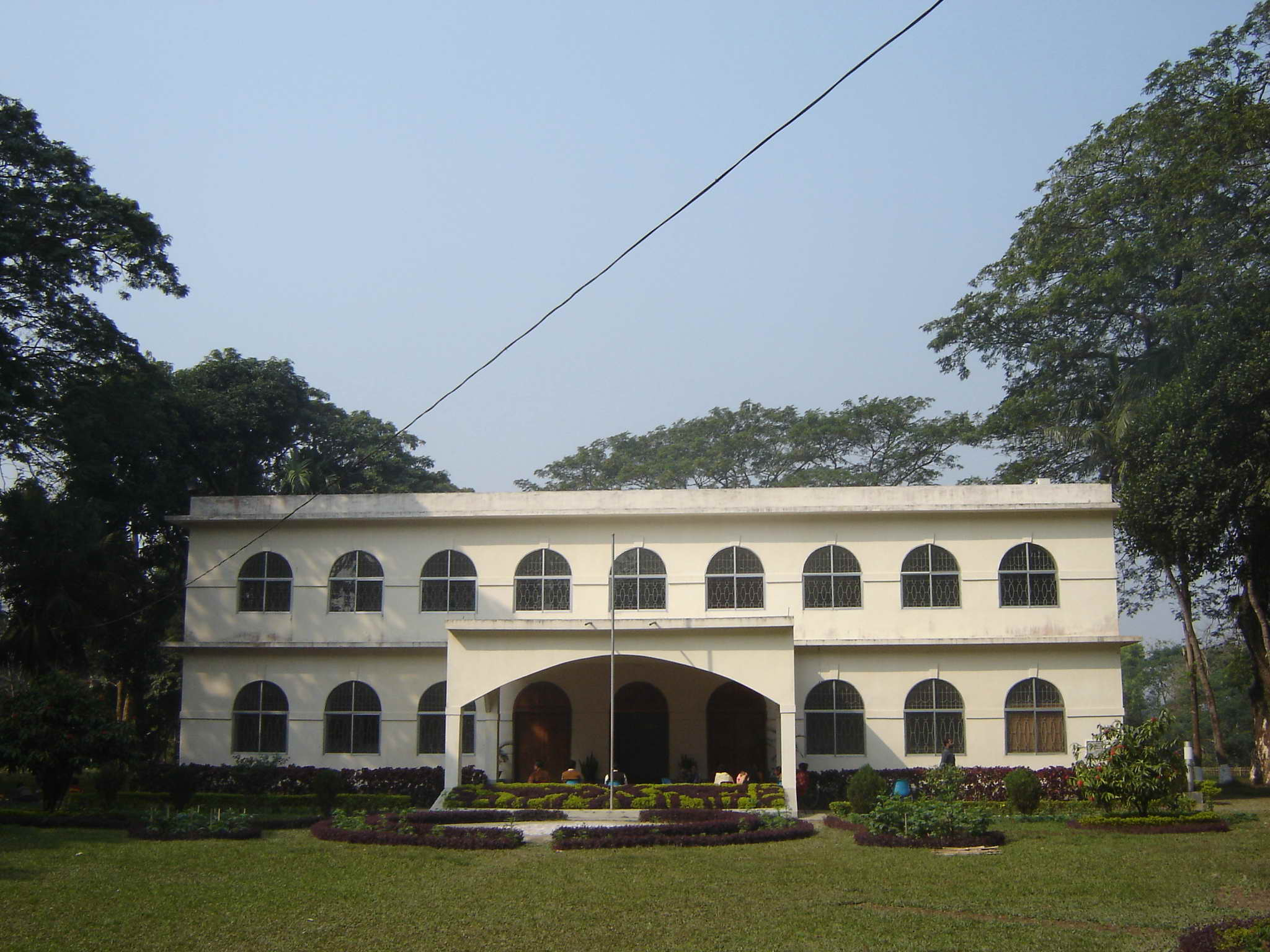
Galerie Jainul Abedin

Parmi toutes les œuvres contemporaines d'Abedin, ses esquisses de la famine des années 1940 sont ses œuvres les plus remarquables. Il a créé son décor de peinture de la famine qui, lorsqu'il a été exposé en 1944, lui a valu encore plus d'éloges de la critique. La situation misérable du peuple affamé pendant la Grande Famine du Bengale en 1943 a touché son cœur. Il fabriquait sa propre encre en brûlant du charbon de bois et l'utilisait sur du papier d'emballage ordinaire et bon marché. Il dépeignait ces gens affamés qui mouraient de faim sur le bord de la route. Abedin n'a pas seulement documenté la famine, il a aussi révélé le visage sinistre de la famine à travers les figures squelettiques des personnes destinées à mourir de faim.
Abedin a dépeint cette histoire inhumaine avec des émotions très humaines. Ces dessins sont devenus des images emblématiques de la souffrance humaine. Ces esquisses l'ont aidé à trouver son chemin dans une approche réaliste axée sur la souffrance humaine, la lutte et la protestation. Il était plus conscient socialement en se concentrant sur la classe ouvrière et ses luttes. « La Vache rebelle » marque un point culminant de ce style. Ce réalisme particulier combine l'enquête sociale et la protestation avec une esthétique supérieure. Il était un membre influent du groupe d'artistes progressistes de Calcutta et était ami avec Huseyn Shaheed Suhrawardy et Ahmed Ali du Progressive Writers' Movement. Il a fait des peintures modernistes de Santals. Parmi eux, il convient de citer « Two Santhal Women ».
Il a visité des camps palestiniens en Syrie et en Jordanie en 1970 et y a peint 60 à 70 tableaux des réfugiés. Il a également peint le cyclone de Bhola de 1970 qui a dévasté le Pakistan oriental.

## Mouvement de libération

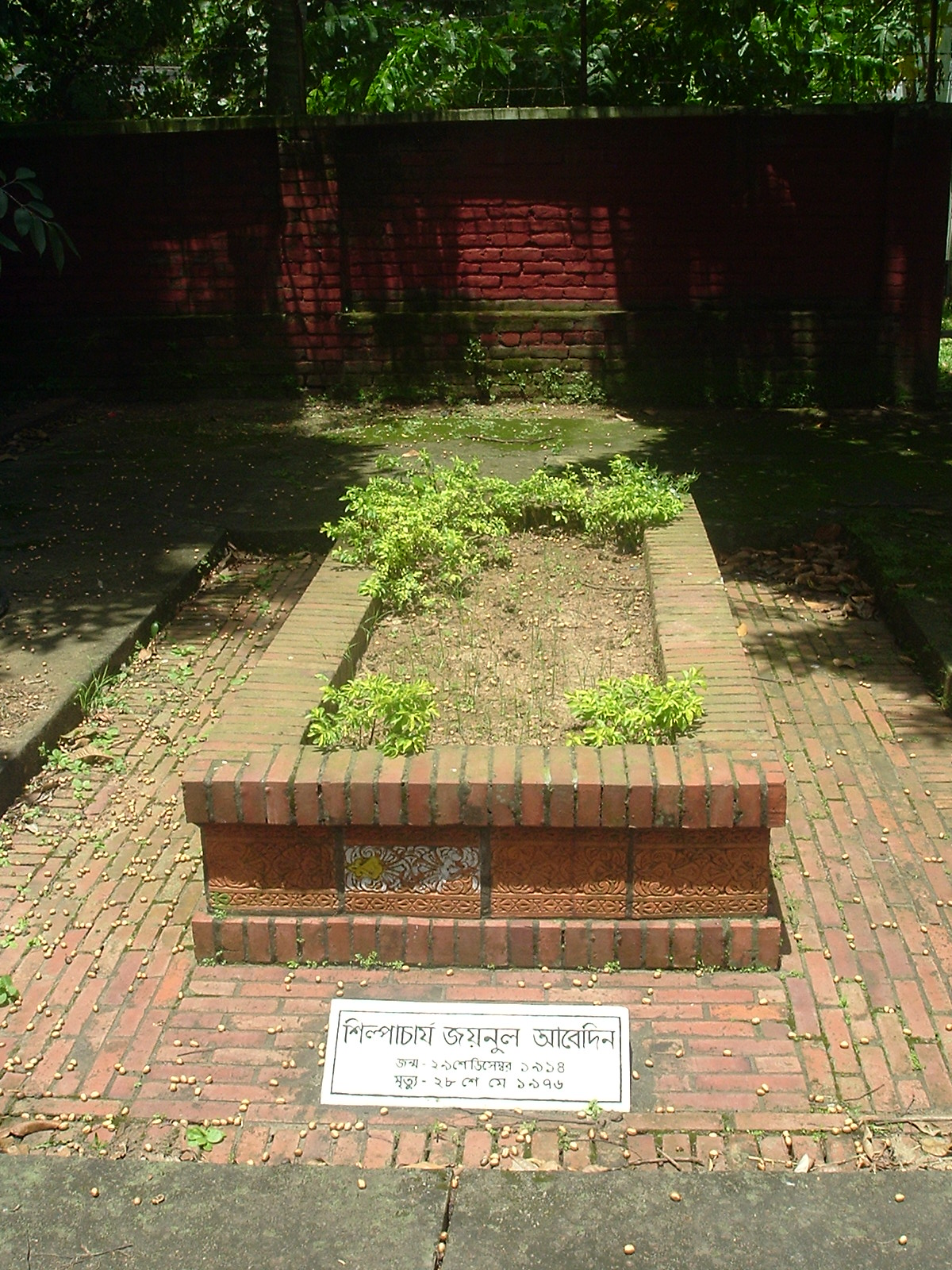
Le tombeau d'Abedin

Il a été impliqué dans le mouvement de la langue bengali du Pakistan oriental. Abedin a participé au mouvement de la guerre de libération du Bangladesh. Il était à l'avant-garde du mouvement culturel pour rétablir l'identité bengali, marginalisée par le gouvernement pakistanais. En 1969, Abedin a peint un rouleau à l'encre de Chine, à l'aquarelle et à la cire appelé « Nabanna ». C'était pour célébrer le mouvement de non-coopération en cours.

## L'après-indépendance
En 1974, il a reçu un doctorat honorifique en lettres de l'université de Delhi, en Inde. En 1975, il a fondé le Folk Art Museum à Sonargaon à Narayanganj, et Zainul Abedin Sangrahashala, une galerie de ses propres œuvres à Mymensingh. En 1982, 17 des 70 photos conservées à Zainul Abedin Sangrahashala ont été volées. Seulement 10 ont été retrouvés par la suite. Son célèbre tableau « Study of a Crow », dans la collection du professeur Ahmed Ali, figure dans le livre « Arts in Pakistan » de Jalaluddin Ahmed, 1952, dont un monologue exclusif sur lui publié par FOMMA, Karachi, ainsi que ses nombreuses peintures de la série Famine, de 1943.

## Vie privée et mort

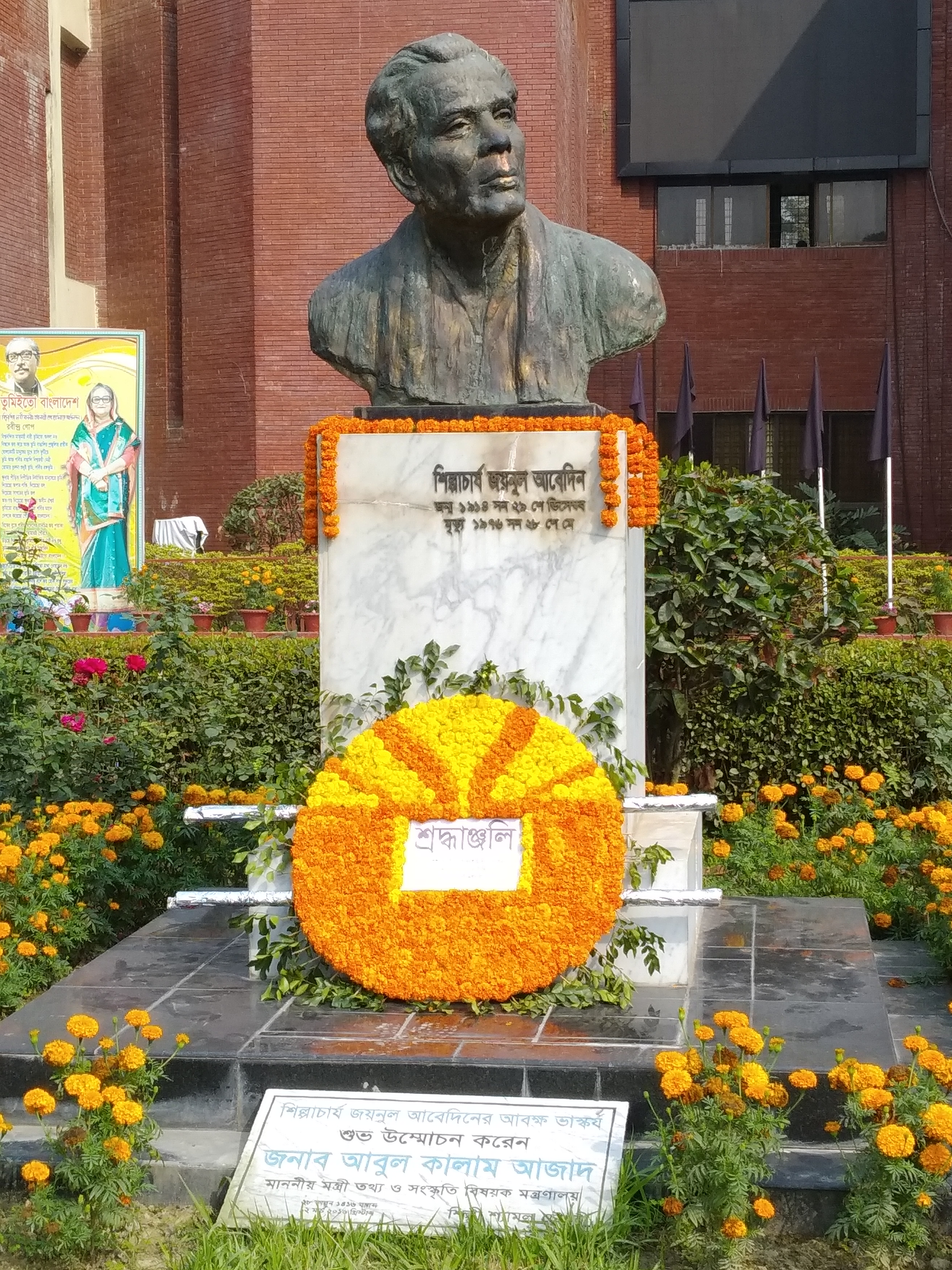
Buste de Zainul Abedin devant le Shilpacharya Zainul Folk and Craft Museum.

Abedin était marié à Jahanara Abedin. Il a développé un cancer du poumon et est décédé le 28 mai 1976 à Dacca. « Deux visages » était son dernier tableau, achevé peu avant sa mort. Il a été enterré à côté de la mosquée centrale de l'université de Dacca.

## Galerie

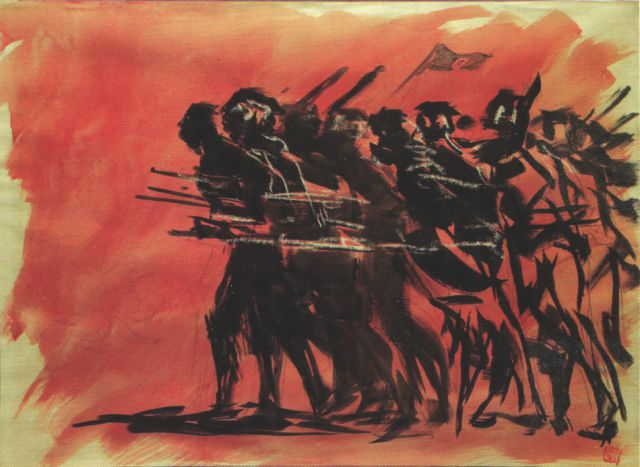
Guerre de libération du Bangladesh, 1971
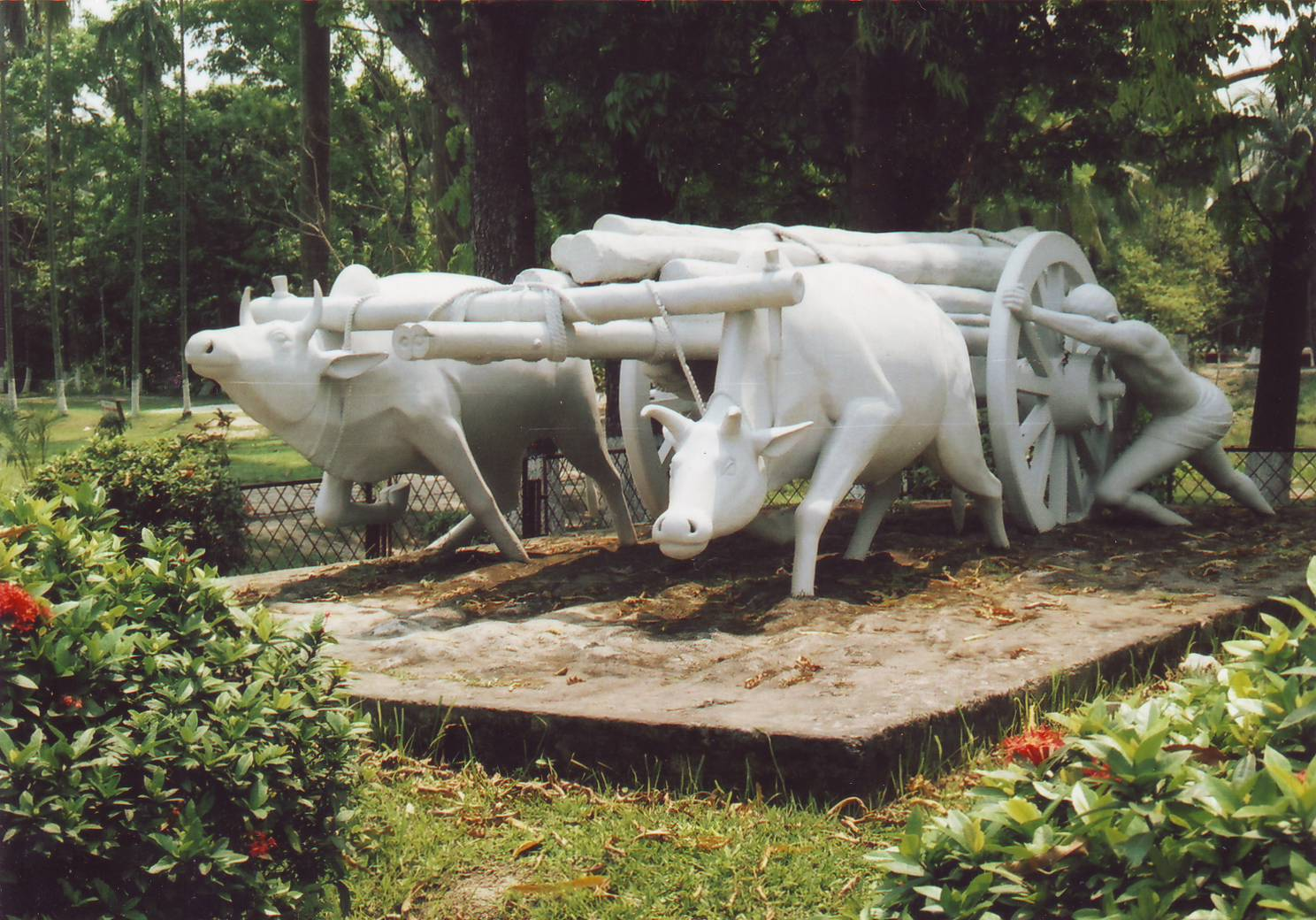
Sculpture basée sur la peinture The Struggle
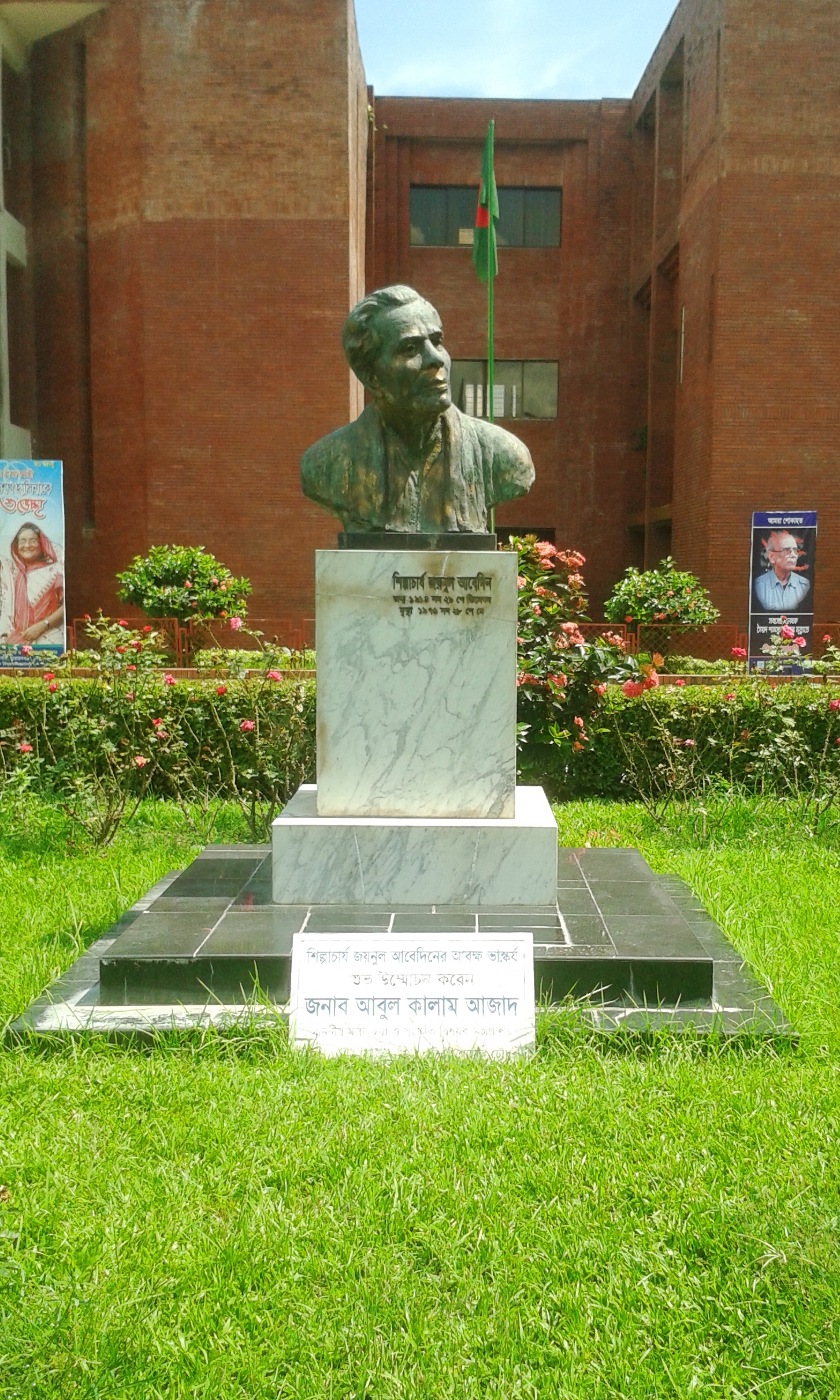
Sculpture de Zainul Abedin, Sonargaon

## Héritage
En 2009, un cratère sur la planète Mercure a été nommé Abedin en l'honneur du peintre. Son anniversaire a été célébré au Bangladesh, avec un festival à l'université de Dacca et un concours d'art pour enfants à Shilpacharya Zainul Abedin Sangrahashala,,.Son esquisse a été vendu aux enchères à la maison de ventes BonhamsLe musée Zainul Abedin à Mymensingh, au Bangladesh, est dédié à son travail.